# Sagana
Sagana är en ort i Kenya. Den ligger i länet Kirinyaga, i den centrala delen av landet, 80 km nordost om huvudstaden Nairobi. Sagana ligger 1 213 meter över havet och antalet invånare är 3 297.
Terrängen runt Sagana är kuperad västerut, men österut är den platt. Runt Sagana är det ganska tätbefolkat, med 192 invånare per kvadratkilometer. Närmaste större samhälle är Karuri, 4,1 km sydväst om Sagana. I omgivningarna runt Sagana växer huvudsakligen savannskog.